# Goliathini
Goliathini is een tribus uit de familie van bladsprietkevers (Scarabaeidae). 

## Taxonomie
De volgende taxa zijn bij de tribus ingedeeld:
- Subtribus Coryphocerina
  - Geslacht Asthenorhella Westwood, 1874 (= Asthenorrhella Bergé, = Asthenorrhinella Schoch)
  - Geslacht Asthenorrhina Westwood, 1843 (= Asthenorrhina Gemminger & Harold)
  - Geslacht Bothrorrhina Burmeister, 1842
  - Geslacht Caelorrhina Hope, 1841 (= Coelorrhina Burmeister)
  - Geslacht Cheirolasia Westwood, 1843
  - Geslacht Chlorocala Kirby & Spence, 1828
  - Geslacht Cyphonocephalus Westwood, 1842
  - Geslacht Cyprolais Burmeister, 1842
  - Geslacht Dicheros Gory & Percheron, 1833
  - Geslacht Dicronorhina Hope, 1837
  - Geslacht Eudicella White, 1839
  - Geslacht Gnathocera Kirby, 1825
  - Geslacht Heterorrhina Westwood, 1842
  - Geslacht Ischnoscelis Burmeister, 1842
  - Geslacht Mecynorhina Hope, 1837
  - Geslacht Mystroceros Burmeister, 1842
  - Geslacht Pseudotorynorrhina Mikšič, 1967
  - Geslacht Rhomborhina Hope 1837 (= "Rhomborrhina" Burmeister)
  - Geslacht Stephanorrhina Burmeister, 1842
  - Geslacht Smicorhina Westwood, 1847
  - Geslacht Taurrhina Burmeister, 1842
  - Geslacht Tmesorrhina  Westwood, 1842
  - Geslacht Torynorrhina  Arrow, 1907
- Subtribus Dicronocephalina
  - Geslacht Dicronocephalus Hope, 1837
  - Geslacht Platynocephalus  Westwood, 1854
- Subtribus Goliathina
  - Geslacht Argyrophegges Kraatz, 1895 (= Argyropheges Kraatz)
  - Geslacht Fornasinius Bertoloni, 1853
  - Geslacht Goliathus Lamarck, 1801
  - Geslacht Hegemus J. Thomson, 1881
  - Geslacht Hypselogenia  Burmeister, 1840
- Subtribus Ichnestomatina
  - Geslacht Ichnestoma Gory & Percheron, 1834
- Niet geplaatst in een subtribus
  - Geslacht Anisorrhina  Westwood, 1842
  - Geslacht Bietia  Fairmaire, 1898
  - Geslacht Chondrorrhina Kraatz, 1880
  - Geslacht Compsocephalus White, 1845
  - Geslacht Cosmiomorpha Saunders, 1854
  - Geslacht Dicellachilus Waterhouse, 1905
  - Geslacht Eutelesmus Waterhouse, 1880
  - Geslacht Gnorimimelus Kraatz, 1880
  - Geslacht Herculaisia Seilliere, 1910
  - Geslacht Jumnos Saunders, 1839
  - Geslacht Lophorrhina Westwood, 1842
  - Geslacht Narycius Dupont, 1835
  - Geslacht Neophaedimus Schoch, 1894
  - Geslacht Neoscelis Schoch, 1897
  - Geslacht Pedinorrhina Kraatz, 1880
  - Geslacht Priscorrhina Krikken, 1984
  - Geslacht Ptychodesthes Kraatz, 1883
  - Geslacht Raceloma J. Thomson, 1877
  - Geslacht Scythropesthes Kraatz, 1880
  - Geslacht Smaragdesthes Kraatz, 1880
  - Geslacht Spelaiorrhina Lansberge, 1886
  - Geslacht Trigonophorus Hope, 1831